# Dopolavoro Aziendale Falck 1939-1940
Questa voce raccoglie le informazioni riguardanti il Dopolavoro Aziendale Falck nelle competizioni ufficiali della stagione 1939-1940.

## Rosa
| N. |                   | Ruolo | Calciatore          |
| -- | ----------------- | ----- | ------------------- |
|    | Italia (bandiera) | C     | Mario Beretta       |
|    | Italia (bandiera) | D     | Arnaldo Bianchi     |
|    | Italia (bandiera) | P     | Napoleone Boffi     |
|    | Italia (bandiera) | P     | Aristide Bossi      |
|    | Italia (bandiera) | C     | Giuseppe Carminati  |
|    | Italia (bandiera) | C     | Giuseppe Casati     |
|    | Italia (bandiera) | A     | Aldo Collimedaglia  |
|    | Italia (bandiera) | D     | Adone Comotti       |
|    | Italia (bandiera) | A     | Giovanni Corallo    |
|    | Italia (bandiera) | A     | Giuseppe Corti      |
|    | Italia (bandiera) | A     | Costantino Galbiati |
|    | Italia (bandiera) | C     | Diego Ghezzi        |
|    | Italia (bandiera) | A     | Anselmo Giroletti   |
|    | Italia (bandiera) | P     | Mario Maccagni      |
|    | Italia (bandiera) | A     | Bruno Magni         |

| N. |                   | Ruolo | Calciatore       |
| -- | ----------------- | ----- | ---------------- |
|    | Italia (bandiera) | D     | Ercole Quartieri |
|    | Italia (bandiera) | A     | Sante Rossetti   |
|    | Italia (bandiera) | A     | Ambrogio Sacchi  |
|    | Italia (bandiera) | D     | Giosuè Sanvito   |
|    | Italia (bandiera) | D     | Gino Schiffo     |
|    | Italia (bandiera) | D     | Giuseppe Seregni |
|    | Italia (bandiera) | A     | Giuseppe Solcia  |
|    | Italia (bandiera) | C     | Giuseppe Taccani |
|    | Italia (bandiera) | C     | Erminio Teruzzi  |
|    | Italia (bandiera) | A     | Pierino Tinelli  |
|    | Italia (bandiera) | A     | Giovanni Toppan  |
|    | Italia (bandiera) | C     | Egidio Viganò    |
|    | Italia (bandiera) | A     | Cherubino Villa  |
|    | Italia (bandiera) | P     | Angelo Villa     |